# Comtat de Vaud
El comtat de Vaud fou una jurisdicció feudal del Sacre Imperi Romanogermànic, avui a Suïssa activa entre principis del segle xi fins al segle xiv, quan passa a constituir una baronia sota domini dels Savoia al qual s'acabà integrant.
El primer comte conegut fou Teudó que subscrivia una carta de donació a l'abadia de Sant Maurici d'Agaune el 1002. El 1009 fou desterrat i la seva propietat confiscada per raons desconegudes. Segueixen després Lambert ja esmentat en una donació del 1001 a l'abadia de Romainmotier, sense títol comtal, que se li dona per primer cop el 1009 o 1010 en una donació a la mateixa abadia feta pel rei Rodolf III de Borgonya; torna a aparèixer en donació del 1013 i l'1 d'abril del 1018. Va deixar una filla de nom Ermenburga casada amb Humbert II senyor de Salins que vivia encara el 16 d'abril de 1028. El 1032 la regió va passar a Conrad II el Sàlic, dels Zahringen, que la van conservar fins al 1218 quan en extingir-se aquesta casa el comte de Savoia es va apoderar de la regió durant el repartiment dels dominis.
Sota Savoia es va formar una jurisdicció compacta anomenada Vaud que fou constituïda en baronia per a Lluís I de Savoia, fill de Tomàs II comte de Piemont i marquès de Torí. Lluís (+ 1302 o 1303) fou baró de Vaud, senyor de Moudon, de Romont, de Rue, de Contrey, de Saillon, de Nyon i d'Aubon el 1286, per concessió dels eu germà Amadeu V de Savoia a canvi del seu reconeixement com a comte de Savoia. Va fer la pau amb la ciutat de Friburg per carta de 1292; va vendre el poble de "Forel iuxta Savignietum" al bisbe de Lausana. Va testar el 10 de gener de 1301 a Nàpols. Va morir en data desconeguda anterior al 27 d'abril de 1303 quan la seva filla Blanca ja és esmentada com la filla del que fou Lluís de Vaud; el necrològic de Lausana situa la seva mort el 8 de gener, probablement el 1302. Es va casar amb Adelina de Lorena (filla del duc Mateu II de Lorena morta vers 1278; es va casar en segones noces el 1278 amb Joana de Montfort, vídua del comte Guigó o Guiu VI de Forez i filla de Felip II de Montfort-l'Amaury, senyor de Castres i de la Ferté-Alais; i en terceres noces (contracte de l'1 de maig del 1301) amb Isabel d'Aunay o Aulnay, vídua de Baldó, senyor de Seminara, i vídua després de Robert de Sauriac, gran senescal del regne de Sicília. Amb la primera esposa va tenir una filla de nom Laura, casada amb Joan I de Forez; amb la segona dona va tenir deu fills: Margarita (esposa de Joan de Salins senyor de Vignory i de Saint-Dizier, i després de Simó de Saarbrücken), Joana senyora de Gex (esposa de Guillem de Joinville senyor de Gex fill de Simó de Joinville, de Gex), Lluís (el successor), Pere (mort en batalla a Roma el 21 de març de 1312 quan lluitava al servei de l'emperador Enric VII del Sacre Imperi Romanogermànic contra el rei Robert de Nàpols), Beatriu (casada amb Jofre I de Clarmont); Eleonor (mort el 24 de març de 1335 casada amb Rodolf comte de Neuchâtel), Caterina (morta el 1305), Blanca (casada amb Pere de Grandson senyor de Belmont i després senyor de Grandson per herència d'un oncle), Guillem (senyor de Biolley) i Isabel (promesa a Berald senyor de Mercœur, però casada amb Humbert de Montluel).
Lluís II de Savoia (1290-1349) va heretar la baronia de Vaud el 1302. El 1310 fou escollit senador de Roma i fins a 1312 va defensar la ciutat contra els partidaris del rei Robert de Nàpols. Va renunciar a totes les reclamacions al comtat de Savoia el 1314 a canvi de certs feus.. Fou membre del consell suprem dels estats de Savoia el 1330; fou designat tutor d'Amadeu VI de Savoia per testament (d'11 de juny) del comté Aimó de Savoia (+22 de juny de 1343). Va morir el 1349 i va deixar hereva a la seva filla Caterina esposa de Rodolf o Raül comte d'Eu i de Guines, ja que el seu fill Joan havia mort en la batalla de Laupen el 21 de juny de 1339. Estava casat amb Isabel de Chalon senyora de Joigny, de Broyes i de Chavannes, filla de Joan I de Chalon senyor d'Arlay. Per la successió el bisbat de Lausana va formular certes reclamacions a Caterina resoltes en arbitratge del 10 de març de 1352.
La seva filla Caterina de Savoia (mort el 18 de gener de 1388) va recollir l'herència; fou esposa primers d'Azzo Visconti senyor de Milà (amb el que no va tenir fills); després de Rodolf o Raül de Brienne comte d'Eu i de Guines (també sense fills), i després de Guillem el Ric comte de Namur. Caterina va vendre Vaud a Amadeu VI de Savoia en contracte signat a Morges el 19 de juny de 1359 per 160.000 florins i en endavant fou part dels dominis savoians.

## Llista de comtes i barons
- Teudó vers 1000-1009
- Lambert 1009-?
- Humbert de Salin ? vers 1032
- Conrad II el sàlic 1032, integrat al ducat de Suàbia dels Zahringen fins a la seva extinció el 1218
- Ocupat per Savoia 1218, dins el comtat de Savoia 1218-1286
- Lluís I de Savoia, primer senyor i baró de Vaud 1286-1302
- Lluís II de Savoia, 1302-1349, fill
- Caterina 1349-1359
- Raül (II) de Brienne (marit) 1349-1350
- Guillem el Ric de Namur (marit) 1351-1359
- Vaud venut a Savoia 19 de juny de 1359